# Martin Teffer
Martin Teffer (Amsterdam, 7 juni 1965) is een voormalig Nederlands volleybalinternational. Hij nam tweemaal deel aan de Olympische Spelen en won hierbij in totaal één medaille.
Zijn olympisch debuut maakte hij op de Olympische Spelen van 1988 in Seoel. In Zuid-Korea werd het Nederlands volleybalteam vijfde. In 1992 werd hij bij de Zomerspelen in Barcelona met het Nederlands team tweede achter Brazilië.
In zijn actieve tijd was hij aangesloten bij DES in Voorburg.
Edwin Benne · Peter Blangé · Ron Boudrie · Marco Brouwers · Teun Buijs · Rob Grabert · Pieter Jan Leeuwerink · Jan Posthuma · Avital Selinger · Martin Teffer · Ronald Zoodsma · Ron Zwerver
Edwin Benne · Peter Blangé · Ron Boudrie · Henk-Jan Held · Marko Klok · Jan Posthuma · Avital Selinger · Martin Teffer · Martin van der Horst · Olof van der Meulen · Ronald Zoodsma · Ron Zwerver